# Françoise Grossen

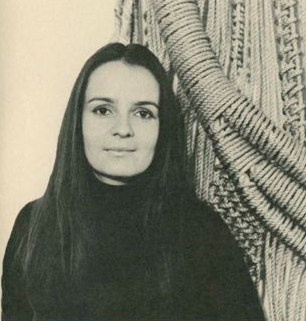
Françoise Grossen, 1972

Françoise Grossen (* 19. August 1943 in Neuenburg) ist eine schweizerisch-US-amerikanische Textildesignerin, Künstlerin, Bildhauerin und Kunstlehrerin.

## Leben und Werk
Françoise Grossen studierte von 1962 bis 1963 Architektur am Polytechnikum Lausanne. Anschließend ließ sie sich von 1963 bis 1967 an der Allgemeinen Gewerbeschule Basel zur Textildesignerin ausbilden. Ihre Lehrerin, die Textil- und Objektkünstlerin Marlise Staehelin, wurde ihre Freundin und wichtige Mentorin. 1963 unterrichtete Françoise Grossen sechs Monate lang als Französischlehrerin an einer Berufsschule in der Demokratischen Republik Kongo. Zudem hielt sie sich zu Studienzwecken zwei Jahre lang in Gabun auf, wo sie wichtige Impulse für ihr weiteres künstlerisches Schaffen erhielt. 1967 kehrte Grossen in die Schweiz zurück und schloss ihre Ausbildung erfolgreich ab.  
Anschließend erwarb Françoise Grossen an der University of California, Los Angeles den Master of Arts beim Textildesigner Bernhard Kester (1928–2018). Zudem verpflichtete sie der Textildesigner Jack Lenor Larsen (1927–2020) zu einem Engagement in seinem Designstudio in New York City. 
1969 erhielt Françoise Grossen erste Lehraufträge, so an der New School und am Brooklyn Museum. Zudem gründete sie ihr eigenes Studio und vermittelte ihr Wissen weltweit in zahlreichen Kursen. Von 1969 bis 1977 nahm sie an den Biennales Internationales de la Tapisserie in Lausanne teil. Zwischen 1980 und 2002 lebte und arbeitete Grossen in ihrem Atelier in der Nähe von Almeria. 
Françoise Grossen erhielt 1983 die amerikanische Staatsbürgerschaft und lebt seit 2002 in New York City. Ihre Werke werden regelmäßig und weltweit in Ausstellungen präsentiert. So hatte sie 1987 eine Einzelausstellung im Musée d’Art et d’Histoire de Neuchâtel. Zudem ist sie mit ihren Werken in den Sammlungen des Metropolitan Museum of Art, im Art Institute of Chicago und im Smithsonian Institution vertreten. Ihre Werke wurden mit zahlreichen Preisen ausgezeichnet.